# Kamen Rider Drive
Kamen Rider Drive (jap. 仮面ライダードライブ Kamen Raidā Doraibu) – japoński serial tokusatsu, dwudziesta piąta odsłona serii Kamen Rider. Serial został stworzony przez Toei Company. Emitowany był na kanale TV Asahi od 5 października 2014 do 27 września 2015 i liczył 48 odcinków.
Sloganem serialu jest "Włącz swój silnik!" (ang. Start your engine!).

## Fabuła
Pół roku przed akcją serialu na świecie miało miejsce nagłe zatrzymanie czasu, które spowodowały tajemnicze złe androidy zwane Roidmude'ami. Zdarzenie to nazwano Globalnym Zamrożeniem.
Głównym bohaterem serii jest Shinnosuke Tomari- elitarny policjant, który został przeniesiony do niższego rangą Specjalnego Wydziału Śledczego po Globalnym Zamrożeniu, w którym ucierpiał jego wspólnik. Wydział bada najczęściej sprawy dziwnych zjawisk zwanych Przeciążeniami powodujących niemożność poruszania się ludzi. Shinnosuke zostaje wybrany przez tajemniczy pas zwany Drive Driverem oraz samochód zwany Tridronem do walki z Roidmude'ami jako Kamen Rider Drive. W walce pomaga mu jego wspólniczka - Kiriko Shijima, której przeszłość ma związek z Drive Driverem i Roidmude'ami.

## Postaci
- Shinnosuke Tomari (泊 進ノ介 Tomari Shinnosuke) / Kamen Rider Drive (仮面ライダードライブ Kamen Raidā Doraibu) – młody detektyw Tokijskiej Policji, który poszedł w ślady swojego ojca Eisukego, który poległ na służbie w niewyjaśnionych okolicznościach. Podczas Globalnego Zamrożenia, Shinnosuke rani przez przypadek swojego partnera, Hayase, powodując u niego dość ciężkie obrażenia. Obarczając się winą, Shinnosuke traci motywacje do pracy i po jakimś czasie zostaje przeniesiony do Specjalnego Wydziału Śledczego. Jego nową partnerką zostaje Kiriko Shijima, która próbuje zmotywować detektywa do pracy. Równocześnie tajemniczy głos w samochodzie Wydziału - Tridoronie - ciągle pyta się Shinnosuke czy w końcu uruchomi swój silnik. Podczas rutynowej sprawy Shinnosuke jest świadkiem Przeciążenia oraz przemiany w człowiek w 'potwora'. Od śmierci ratuje go głos, którym okazuje się zaawansowany technicznie pas Drive Driverem, który wybiera go na kolejnego wojownika zwanego (Kamen Rider) Drive. W filmie Suprise Future okazuje się, że Shinnosuke w przyszłości ma syna o imieniu Eiji'ego, który jest kolejnym Kamen Riderem Drive. W ostatnim odcinku wychodzi na jaw, że kilka lat po pokonaniu Roidmudeów Shinnosuke żeni się z Kiriko.

- Kiriko Shijima (詩島 霧子 Shijima Kiriko) – córka profesora Banno i młoda policjantka z sekcji ruchu drogowego, która w noc Globalnego Zamrożenia zostaje uratowana przez Proto-Drive'a, przed przemianą w dane i uwięzieniem przez Roidmude 010. Te wydarzenia sprawiają, że w Kiriko rodzą się uczucia do pierwszego Drive'a, będące później główną osią przejścia Chase'a na dobrą stronę. Po wydarzeniach pamiętnej dla niej nocy, dołącza do Drive Drivera i zostaje partnerem kolejnego Kamen Ridera. Ma młodszego brata, Gō, który w USA został drugim Kamen Riderem - Machem. W ostatnim odcinku wychodzi na jaw, że kilka lat po pokonaniu Roidmude'ów Kiriko wychodzi za Shinnosukego, a potem rodzi im się syn Eiji.

- Drive Driver (ドライブドライバー Doraibu Doraibā) / Krim Steinbelt (クリム・スタインベルト Kurimu Sutainberuto) – tajemniczy pas Drive Driver przechowuje świadomość naukowca Krima Steinbelta. Jest on wynalazcą nowego źródła energii - Core Driviars - który został użyty do przyspieszenia ewolucji Roidmude'ów przez profesora Banno. Piętnaście lat przed Globalnym Zamrożeniem, Roidmudy 001, 002 i 003 zbuntowały się, zabijając Banno, a następnie atakując Krima. Przed śmiercią Steinbelt przeniósł swoją świadomość do Drive Drivera i zaczął przygotowywać się do powstrzymania swoich tworów w przyszłości. Krim ukrywa wiele rzeczy przed wszystkimi, co wiele razy doprowadza Shinnosuke do złości oraz nieufności.

- Jun Honganji (本願寺 純 Honganji Jun) – niecierpiący kłopotów szef Specjalnego Wydziału Śledczego. Zwykle wysyła Kiriko za Shinnosukem aby miała na niego oko. Wierzy w horoskopy i wróżenie i codziennie zakłada krawat w "szczęśliwym" kolorze. Przez długi czas Shinnosuke i Kiriko skrywali przed nim fakt istnienia głównej bazy Krima w podziemiach siedziby Wydziału oraz tożsamości Riderów. Okazuje się jednak, że wiedział o wszystkim, gdyż przyjaźnił się z Krimem i to właśnie on wybudował garaż dla Tridorona.

- Rinna Sawagami (沢神 りんな Sawagami Rinna) – niecierpliwa fizyk elektronowa i wynalazczyni, która należy do Wydziału. Jest nieco infantylna, jednak gdy wróci do niej coś z jej przeszłości staje się poważna. Rinna była pierwszą osobą z Wydziału, która wyjawiła swoją znajomość z Krimem. Ponadto stworzyła ona większość broni, jakich używa Shinnosuke. Jej wynalazkiem jest dodatkowo przypominający odkurzacz, durszlak i antenę wykrywacz Przeciążeń zwany Pikopiko.

- Kyū Saijō (西城 究 Saijō Kyū) – nerd i otaku, jeden z członków Wydziału. Zajmuje się wyszukiwaniem w internecie informacji o przeciążeniach oraz innych tematach w czym jest ekspertem. Jego prawdziwe nazwisko to Kenta Imai (今井 健太 Imai Kenta). Zajmuje się również pisaniem i jest dość popularny w środowisku otaku.

- Genpachirō Otta (追田 現八郎 Otta Genpachirō) – nieco prostacki oficer śledczy należący do Wydziału, obok Kiriko jest wspólnikiem Shinnosukego. Początkowo uważał innych członków za dziwaków, jednak zdołał się do nich przyzwyczaić. Nie wierzył również w negatywne skutki Przeciążeń, dopóki sam jednego nie doświadczył. Pomimo bycia pajacowatym Otta jest bardzo lojalny i pomocny dla innych.

- Gō Shijima (詩島 剛 Shijima Gō) / Kamen Rider Mach (仮面ライダーマッハ Kamen Raidā Mahha) – syn profesora Banno i młodszy brat Kiriko, który został zwerbowany przez profesora Harleya Hendriksona, mentora Krima oraz twórcy nowej wersji Systemu Drive, do zostania kolejnym Kamen Riderem - Mach. Gō w Stanach szkoli się dowiadując się prawdy o swojej rodzinie, po czym wraca do Japonii. Jego celem zostaje wyeliminowanie wszystkich Roidmude'ów, za nim jego siostra dowie się prawdy. Ostatecznie uznaje Chase'a za swojego przyjaciela.

- Chase (チェイス Cheisu) / Machine Chaser (魔進チェイサー Mashin Cheisā) / Kamen Rider Chaser (仮面ライダーチェイサー Kamen Raidā Cheisā) – Chase jest nazywany Żniwiarzem przez Roidmude, a sam jest oryginalnym Roidmudem noszącym numer 000. Jego zadaniem jest pozbywanie się jednostek wadliwych, aby Brain mógł je przeprogramować oraz chronienie reszty swojego gatunku. Jako Machine Chaser używa zmodyfikowanego Systemu Drive, co zaskakuje Drive Driver. Później okazuje się, że Chase to przeprogramowany przez Roidmude Proto-Drive. W wyniku splotu zdarzeń, zostaje ponownie przeprogramowany przez Medyk, aby ostatecznie powrócić jako trzeci Kamen Rider - Chaser.

## Roidmude'y
Roidmude to androidy stworzone przez profesora Tenjūrō Banno, który umieścił w nich Core Driviars swojego przyjaciela Krima Steinbelta. Po pokłóceniu się z Krimem oraz zakończeniu współpracy, Banno zainstalował w swoich tworach specjalne chipy, powodujące że Roidmude stały się złe, ale mogły dzięki temu ewoluować. Roidmude 001, 002 i 003 zbuntowały się swojemu twórcy, zabiły go, a następnie Krima, po czym ukryły się w cieniu przygotowując swój plan podboju świata. Piętnaście lat później 108 Roidmude'ów zaczyna Globalne Zamrożenie. Powstrzymane przez Proto-Drive'a, wróciły do cienia, aby osiągnąć coś nazywane Obiecanym Numerem.
Są trzy główne typy: Pająk, Nietoperz i Kobra. Czwarty, Człowiek, posiada tylko dwóch przedstawicieli - Proto-Zero oraz Cyberoid ZZZ.
- Serce (ハート Hāto, Heart) - Roidmude 002, typu pająk. Serce jest liderem Roidmude'ów, który dba o swoich przyjaciół i chce zdominować ludzkość. Jest najbardziej emocjonalny i honorowy z całej trójki dowódców, zaraz najsilniejszy. Jego umiejętnością jest Dead Zone, gdzie może użyć jeszcze więcej siły, ale kosztem uszkodzeń a nawet zniszczenia. Podczas serii między nim a Shinnosuke tworzy się specyficzna więź.

- Mózg (ブレーン Burēn, Brain)- Roidmude 003, typu nietoperz. Mózg jest strategiem oraz mózgiem Roidmude'ów. Zajmuje się przeprogramowaniem wadliwych jednostek i pomaganiu Sercu w dążeniu do jego celu. Po pojawieniu się Medyk staje się zazdrosny o jej relacje z Sercem. Ostatecznie umiera z rąk Banno ratując Medyk i Serce.

- Medyk (メディック Medikku, Medic) - Roidmude 009, typu kobra. Jedyna kobieta-Roidmude w dowództwie. To ona uratowała Roidmudy przed całkowitą anihilacją podczas Globalnego Zamrożenia. Jej umiejętnością jest leczenie swoich pobratymców. Po drugim przeprogramowaniu Chase'a zostaje liderką Legionu Żniwiarzy. Jest gotowa do poświęceń innych Roidmudów, aby osiągnąć swój cel. Kocha Serce i robi wszystko aby go uszczęśliwić.

## Odcinki
Tytuły wszystkich odcinków przyjmują postać pytań.
1. Dlaczego mój czas się zatrzymał? (俺の時間はなぜ止まったのか Ore no jikan wa naze tomatta no ka?)
2. Czym jest "Kamen Rider"? (仮面ライダーとはなにか Kamen Raidā wa nani ka?)
3. Kto ukradł jej uśmiech? (だれが彼女の笑顔を奪ったのか Dare ga kanojo no egao o ubatta no ka?)
4. O czym myśli dumny Chaser? (誇り高き追跡者はなにを思うのか Hokori takaki tsuisekisha wa nani o omou no ka?)
5. Czego chcą stalowi złodzieje? (鋼の強盗団はなにを狙うのか Hagane no gōtōdan wa nani o nerau no ka?)
6. Za kogo walczy wojownik? (戦士はだれのために戦うのか Senshi wa dare no tame ni tatakau no ka?)
7. Jak zrobiono zdjęcie tej decydującej chwili? (決定的瞬間はいかに撮影されたのか Ketteiteki shunkan wa ika ni satsueisareta no ka?)
8. Jaka tajemnica drzemie w sercu? (その胸に宿る秘密とはなにか Sono mune ni yadoru himitsu to wa nani ka?)
9. Jak mogę się przyzwyczaić do tego super ciała? (どうすればクールボディになれるのか Dō sureba kūru bodi ni nareru no ka?)
10. Co stało się w przeszłości Pasa? (ベルトの過去になにがあったのか Beruto no kako ni nani ga atta no ka?)
11. Kto powstrzyma mroczną wigilię? (暗黒の聖夜を防ぐのはだれか Ankoku no seiya o fusegu no wa dare ka?)
12. Skąd przybył ten biały Kamen Rider? (白い仮面ライダーはどこから来たのか Shiroi Kamen Raidā wa doko kara kita no ka?)
13. Dlaczego mój młodszy brat nie używa hamulców? (私の弟にはなぜブレーキがないのか Watashi no otōto ni wa naze burēki ga nai no ka?)
14. Kim jest nawiedzający ją cień? (彼女を狙う黒い影はだれか Kanojo o nerau kuroi kage wa dare ka?)
15. Kiedy te uczucia przyjdą do ciebie? (その想いが届くのはいつか Sono omoi ga todoku no wa itsuka?)
16. Dlaczego Rinna Sawagami jest zdenerwowana? (沢神りんなはなぜソワソワしていたのか Sawagami Rinna wa naze sowasowashiteita no ka?)
17. Kto zawładnie Dead Heatem? (デッドヒートを制するのはだれか Deddohīto o seisuru no wa dare ka?)
18. Dlaczego porucznik Otta śledzi tego gościa? (なぜ追田警部補はそいつを追ったのか Naze Otta keibuho wa soitsu o otta no ka?)
19. Co może osądzić policję? (なにが刑事を裁くのか Nani ga keisatsu o sabaku no ka?)
20. Kiedy Kyū Saijō stał się Roidmudem? (西城究はいつからロイミュードだったのか Saijō Kyū wa itsu kara Roimyūdo datta no ka?)
21. Co powiedzą nietypowe trupy? (不揃いの死者たちはなにを語るのか Fuzoroi no shishatachi wa nani o kataru no ka?)
22. Jak mam użyć ciała F1 do walki? (F1ボディでどうやって戦えばよいのか Efuwan bodi de dōyatte tatakaeba yoi no ka?)
23. Kto powstrzyma fałszywy uśmiech? (悪戯な笑みを止るのはだれか Itazura na emi o tomeru no wa dare ka?)
24. Co podtrzyma ruch Macha? (なにがマッハを走らせるのか Nani ga Mahha o hashiraseru no ka?)
25. Dlaczego zaczęła się nowa walka? (新たなる闘いはなぜ始まったのか Aratanaru tatakai wa naze hajimatta no ka?)
26. Dokąd zmierza Chaser? (チェイサーはどこへ向かうのか Cheisā wa doko e mukau no ka?)
27. Jaki jest powód walki Gō Shijimy? (詩島剛が戦う理由はなにか Shijima Gō ga tatakau riyū wa nani ka?)
28. Dlaczego na celowniku są rodziny? (なぜ家族は狙われたのか Naze kazoku wa merawareta no ka?)
29. Co tak naprawdę zdarzyło się podczas kradzieży? (強盜事件で本当はなにがあったのか Gōtō jiken de hontō wa nani ga atta no ka?)
30. Kto wykryje prawdziwego złoczyńcę? (真犯人を語るのはだれか Shinhannin o kataru no wa dare ka?)
31. Dlaczego zniknęły najważniejsze wspomnienia? ((大切な記憶はどうして消されたのか Taisetsu na kiyoku wa dōshite kesareta no ka?)
32. Co czeka na końcu ewolucji? (進化の果てに待つものはなにか Shinka no hate ni matsu mono wa nani ka?)
33. Kto zabił Shinnosukego Tomariego? (だれが泊進ノ介の命を奪ったのか Dare ga Tomari Shinnosuke no inochi o ubatta no ka?)
34. Kto zabił Eisukego Tomariego? (だれが泊英介の命を奪ったのか Dare ga Tomari Eisuke no inochi o ubatta no ka?)
35. Dlaczego trwa oblężenie? (ろう城事件はなぜ起きたのか Rōjō jiken wa naze okita no ka?)
36. Dokąd pocisk zaprowadzi sprawiedliwość? (銃弾はどこに正義を導くのか Jūdan wa doko ni seigi o michibiku no ka?)
37. Kto dąży do ostatecznego smaku? (究極の味覚を狙うのはだれか Kyūkyoku no mikaku o nerau no wa dare ka?)
38. Dlaczego diabeł dalej dąży do ewolucji? (悪魔はなぜ進化を求め続けるのか Akuma wa naze shinka o motome tsuzukeru no ka?)
39. Kiedy ponownie zaatakuje złodziej tornad? (旋風の誘拐犯はいつ襲って来るのか Senpū no yūkaihan wa itsu osottekuru no ka?)
40. Dlaczego dwaj genialni naukowcy są w sporze? (２人の天才科学者はなぜ衝突したのか Futari no tensaikagakusha wa naze shōtotsushita no ka?)
41. Jak narodził się złoty Drive? (黄金のドライブはどうやって生まれたのか Ōgon no Doraibu wa dōyatte umareta no ka?)
42. Jaka jest prawda o bogini? (女神の真実はどこにあるのか Megami no shinjitsu wa doko ni aru no ka?)
43. Kiedy zacznie się drugie Globalne Zamrożenie? (第二のグローバルフリーズはいつ起きるのか Daini no Gurōbaru Furīzu wa itsu okiru no ka?)
44. Kto kocha Serce najmocniej? (だれかハートを一番愛したのか Dareka Hāto o ichiban aishita no ka?)
45. Jakie jest ostatnie marzenie Roidmude'a? (ロイミュードの最後の夢とはなにか Roimyūdo no saigo no yume wa nani ka?)
46. Dlaczego oni muszą walczyć? (彼らはなぜ戦わなければならなかったのか Karera wa naze tatakawa nara nakatta no ka?)
47. Komu powierzysz przyszłość, przyjacielu? (友よ、 君はだれに未来を託すのか Tomo yo, kimi wa dare ni mirai o takusu no ka?)
48. Ostatnia opowieść (edycja specjalna): Sprawa Ghosta. (最終話（特別編） ゴーストの事件 Saishūbanashi (tokubetsuhen): Gōsuto no jiken.)

## Obsada
- Shinnosuke Tomari/Kamen Rider Drive: Ryōma Takeuchi
- Krim Steinbelt/Drive Driver: Chris Peppler
- Kiriko Shijima: Rio Uchida
- Chase/Mashin Chaser/Kamen Rider Chaser: Taiko Katono
- Jun Honganji: Tsurutarō Kataoka
- Kyū Saijō: Kenta Hamano
- Rinna Sawagami: Rei Yoshii
- Genpachirō Otta: Taira Imata
- Gō Shijima/Kamen Rider Mach: Yū Inaba
- Mózg: Shota Matsushima
- Serce: Tomoya Warabino
- Medyk: Fumika Baba
- Tenjūrō Banno/Kamen Rider Gold Drive: Masakazu Morita

## Źródła i linki zewnętrzne
- Oficjalna strona serialu (TV Asahi) (jap.)
- Oficjalna strona serialu (Toei) (jap.)
- Artykuł na Kamen Rider Wiki